# Mazal Tov

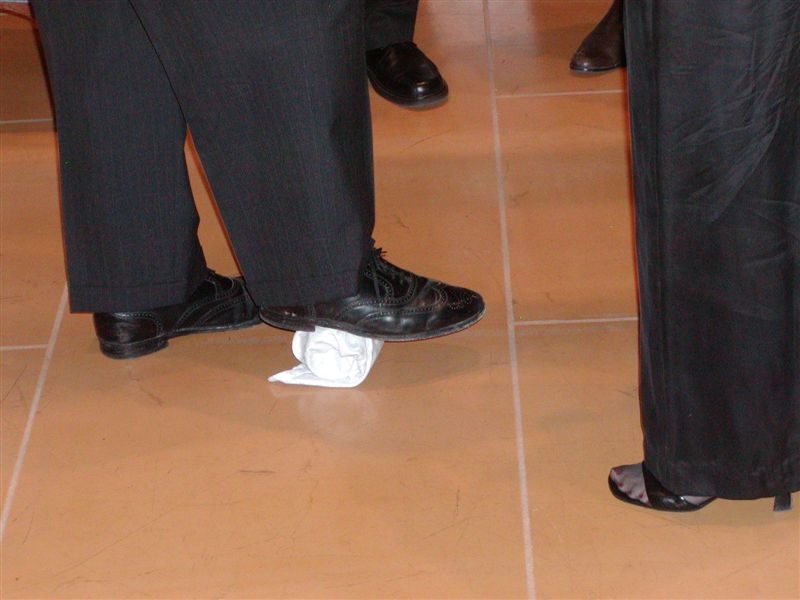
Tradicionalmente, cuando un novio judío rompe la copa, los invitados gritan: «¡Mazel Tov!»

Mazal Tov o Mazel Tov (hebreo [מזל טוב] / Yidis [מזל טוב] Mazel Tov) es una locución que significa literalmente 'buena suerte'. Se utiliza en hebreo moderno y en otros idiomas occidentales. Frecuentemente se la asocia a «felicidades».

## Origen
Procede del idioma hebreo medieval mazzāl ('constelación' o 'destino'), que a su vez deriva del idioma acadio manzaltu, mazzaztum, 'posición de una estrella', y de izuzzu, 'posicionar'. 
Agregado a la palabra tôv: 'bueno', una traducción directa al idioma español sería 'buena fortuna o destino', o a incluso 'tu constelación (o zodiaco o estrellas) fueron buenas'.
Mazal Tov se repite con frecuencia y a veces en voz alta en las celebraciones litúrgicas judías. Se usa en ocasión de celebrar ceremonias como Benei Mitzvá, casamientos o nacimientos.
Aunque mazal significa 'suerte' en hebreo moderno, 'buena suerte' es una traducción incorrecta del verdadero sentido de la frase. Este término no se usa como expresión de 'buena suerte' (como sería «te deseo buena suerte»). Es más frecuentemente como un reconocimiento con el que quien la pronuncia expresa: «Estoy deseoso de que buenas cosas te ocurran».
Con la expresión Mazal Tov, se está dando una bendición: «Que ese goteo de inspiración de tu alma en lo alto no se disipe, sino que tenga un efecto positivo y duradero, que desde este evento en adelante vivas tu vida con una conciencia más elevadas. Que seas consciente de las bendiciones en tu vida y que estés preparado para recibir más y más».
- Datos: Q586096
- Multimedia: Mazel tov / Q586096